# François Carpot
François Carpot (1862-1936) est un avocat métis originaire de Saint-Louis qui est député du Sénégal à la Chambre des députés entre 1902 et 1914.

## Biographie
Fils de Pierre Carpot, petit fonctionnaire métropolitain aide-commissaire de la marine et de Sophie Valantin, issue d'une famille métisse bien connue, François Durand Eugène Carpot est né à Saint-Louis le 11 mai 1862. Comme ses frères, Théodore, qui devint commerçant, et Charles, futur médecin, François Carpot bénéficie d'une bourse pour étudier en France.
Succédant au comte d'Agoult, il est élu député en 1902, réélu de justesse en 1906, puis battu par Blaise Diagne le 26 avril 1914, et à nouveau le 30 novembre 1919. Il est l'un des douze secrétaires du comité exécutif du Parti républicain, radical et radical-socialiste en 1904 et 1905.
Lorsque Ahmadou Bamba, le chef religieux fondateur du mouridisme, est exilé par les Français, d'abord en Mauritanie, puis à Diourbel en 1911, le député Carpot intervient à deux reprises auprès du gouvernement, en 1907 et en 1911, pour obtenir son retour.
François Carpot se retire à Paris et meurt à Asnières (Hauts-de-Seine) le 4 novembre 1936.